# 5"/54 Mark 45

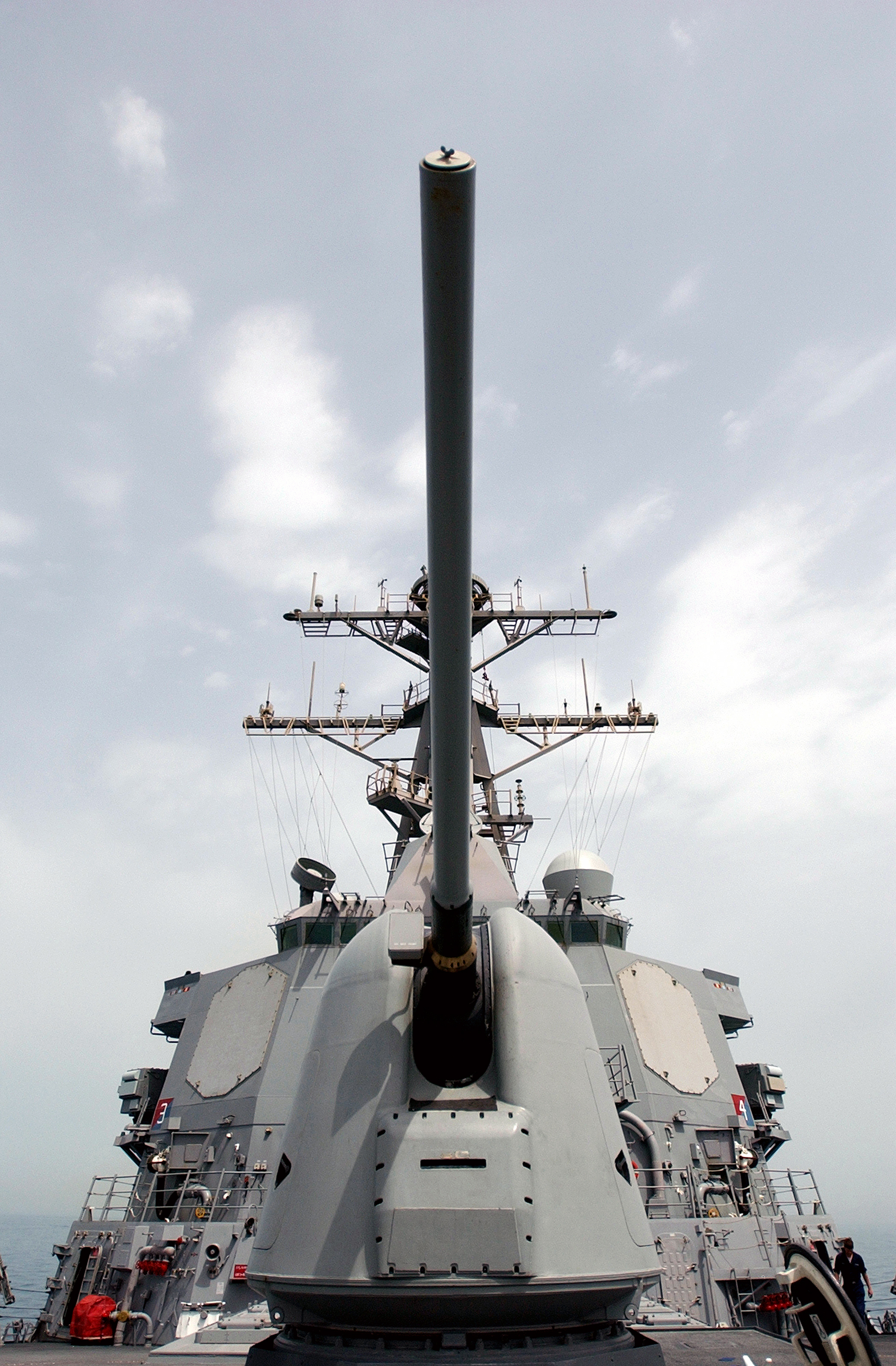
АУ 5"/54 Mark 45 на эсминце USS Donald Cook (DDG-75)

127-мм артиллерийская установка Mark 45 — универсальная автоматическая артиллерийская установка, состоящая на вооружении кораблей ВМС США с 1971 г., и принятая на вооружение ВМС Австралии, Новой Зеландии, Греции, Испании, Турции и Таиланда. Артиллерийская установка Mark 45 стала развитием АУ Mark 42. Производилась корпорацией FMC. На 2008 год было разработано пять модификаций АУ: Mod. 0 — 4, из которых только Mod. 3 не была принята на вооружение.

## Задействованные структуры
В производстве артиллерийских установок и боеприпасов к ним были задействованы следующие подрядчики ВПК США:
- FMC Corporation, Northern Ordnance Division, Миннеаполис, Миннесота — производство артиллерийских установок (главный и основной поставщик); General Electric Co., Armament Systems Department, Берлингтон, Вермонт (альтернативный поставщик, 56 установок произведено);[4]
- American Manufacturing Company of Texas, Форт-Уэрт, Техас — производством пятидюймовых снарядов;
- Maxson Electronics Corp., Мейкон, Джорджия — производство донных взрывателей Mk 31 Mod 2 к снарядам.

## История производства
Всего за 1971—2008 годы было произведено около 870 артиллерийских установок Mark 45 всех модификаций. Модификация 0 была принята на вооружение в 1971 году, модификация 1 — в 1980 году, модификация 2 — около 1988 года и последняя из модификаций — Mod. 4 — была принята на вооружение кораблей в 2000 году

## Характеристики

### Mod. 0 — 2
- Калибр — 127 мм
- Длина ствола — 6858 мм
- Длина ствола в калибрах — 54
- Скорострельность — 20 выстрелов в минуту (максимальная), 10 выстрелов в минуту управляемыми боеприпасами
- Максимальная дальность стрельбы (при угле = 47°) — 23,130 м
- Дальность эффективной стрельбы — 15000 м
- Досягаемость по высоте (при угле = 65°) — 7000 м
- Угол вертикального наведения — от — 15 до +65°
- Угол горизонтального наведения — ±170°
- Скорость вертикального наведения — 20°/с
- Скорость горизонтального наведения — 30°/с
- Вес артустановки — 24,6 тонн
- Длина отката орудия — 48-61 см (на разных углах ведения огня)
- Радиус обметания по башне -
- Жизненный цикл — 8000 выстрелов
- Численность обслуживающего персонала — 6 человек
- Боеприпасы — Mark 68 HE-CVT (31,1 кг.), Mark 80 HE-PD (30,7 кг.), Mark 91 Illum-MT — (29,0 кг.), Mark 116 HE-VT (31,6 кг.), Mark 127 HE-CVT (31,1 кг.), Mark 156 HE-IR[6] — (31,3 кг.). Длина всех боеприпасов — 66 см
- Боекомплект — 680 (на эсминцах «Арли Бёрк»)
- Начальная скорость снаряда — м/с
- Давление — кг/см²

### Mod. 4
- Калибр — 127 мм.
- Длина ствола — 7874 мм.
- Длина ствола в калибрах — 62.
- Скорострельность — 16 — 20 выстрелов в минуту (максимальная), 10 выстрелов в минуту управляемыми боеприпасами.
- Максимальная дальность стрельбы — 36,6-38,8 км (при стрельбе снарядами ERGM — до 115 км.)
- Дальность (при угле = 47°) — 23,660 м.
- Дальность эффективной стрельбы — 15000 м.
- Досягаемость по высоте (при угле = 65°) — 8000 м.
- Угол вертикального наведения — от — 15° до +65°
- Угол горизонтального наведения — ±170°
- Скорость вертикального наведения — 20°/с.
- Скорость горизонтального наведения — 30°/с.
- Вес артустановки — 24,6 тонн
- Длина отката орудия — 58-76 см (при разных углах ведения огня разными типами снарядов)
- Жизненный цикл — 7000 выстрелов
- Численность обслуживающего персонала — 6 человек.
- Боеприпасы — Mark 80 HE-PD (вес снаряда=30,7 кг.)

Mark 91 Illum-MT — (вес снаряда=29,0 кг.)
Mark 116 HE-VT — (вес снаряда=31,6 кг.)
Mark 127 HE-CVT — (вес снаряда=31,1 кг.)
Mark 156 HE-IR — (вес снаряда=31,3 кг.)
Mark 172 HE-ICM (Cargo Round) — нет данных
ERGM — (вес снаряда=50 кг.)
BTERM — (вес снаряда=43,5 кг.)
 Длина всех боеприпасов — 66 см (за исключением ERGM и BTERM — 155 см.)
- Боекомплект — 680 обычных выстрелов или 230 обычных + 230 выстрелов ERGM (на эсминцах «Арли Бёрк»)
- Начальная скорость снаряда —
  - снарядом Mark 80 с патроном Mark 67 — 831 м/с.
  - снарядом Mark 80 с патроном EX-175 — 1,052 м/с.
  - снарядом Mark 91 с патроном Mark 67 — 838 м/с.
  - снарядом ERGM с патроном EX-167 — 838 м/с.
- Давление — 2,758 кг/см.² (при выстреле патроном Mark 67), 4,570 кг./см.² (при выстреле патроном EX-167).

## Корабли, вооружённые данной артсистемой
Артиллерийская установка Mark 45 Mod. 0-2 устанавливалась на корабли следующих типов:
- США
  - ВМС США
- Ракетные крейсера типа «Калифорния» — по 2 на каждом корабле
- Ракетные крейсера типа «Вирджиния» — по 2 на каждом корабле
- Универсальные десантные корабли типа «Тарава» — по 3 (позднее сняты)
- Ракетные крейсера типа «Тикондерога» — по 2 на каждом корабле
- Эскадренные миноносцы типа «Спрюэнс» — по 2 на каждом корабле
- Эскадренные миноносцы типа «Кидд» — по 2 на каждом корабле
- Эскадренные миноносцы типа «Арли Бёрк» (DDG-51 — DDG-80) — по 1 на каждом корабле
- Австралия
  - Королевский австралийский военно-морской флот
- фрегаты типа «Анзак»

Артиллерийская установка Mark 45 Mod. 4 устанавливается на корабли следующих типов:
- Эскадренные миноносцы типа «Арли Бёрк» (DDG-81 — DDG-112)— по 1 на каждом корабле
- Корабли управления и поддержки типа «Абсалон» (Дания)
- Эскадренные миноносцы типа «Король Сёджон» (Южная Корея)
- Эскадренные миноносцы типа «Атаго» (Япония)

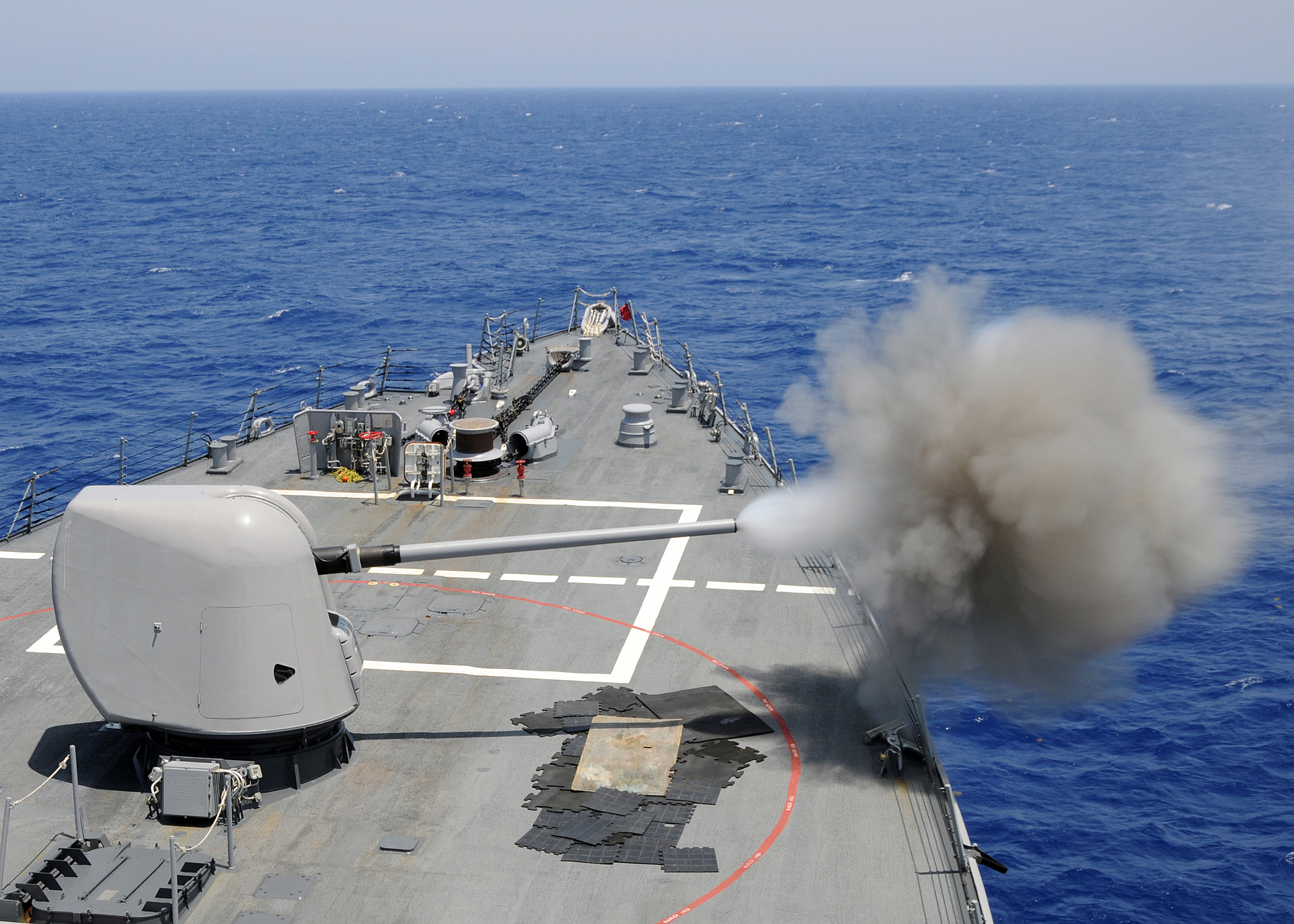
Артиллерийская установка Mark 45 Mod. 2
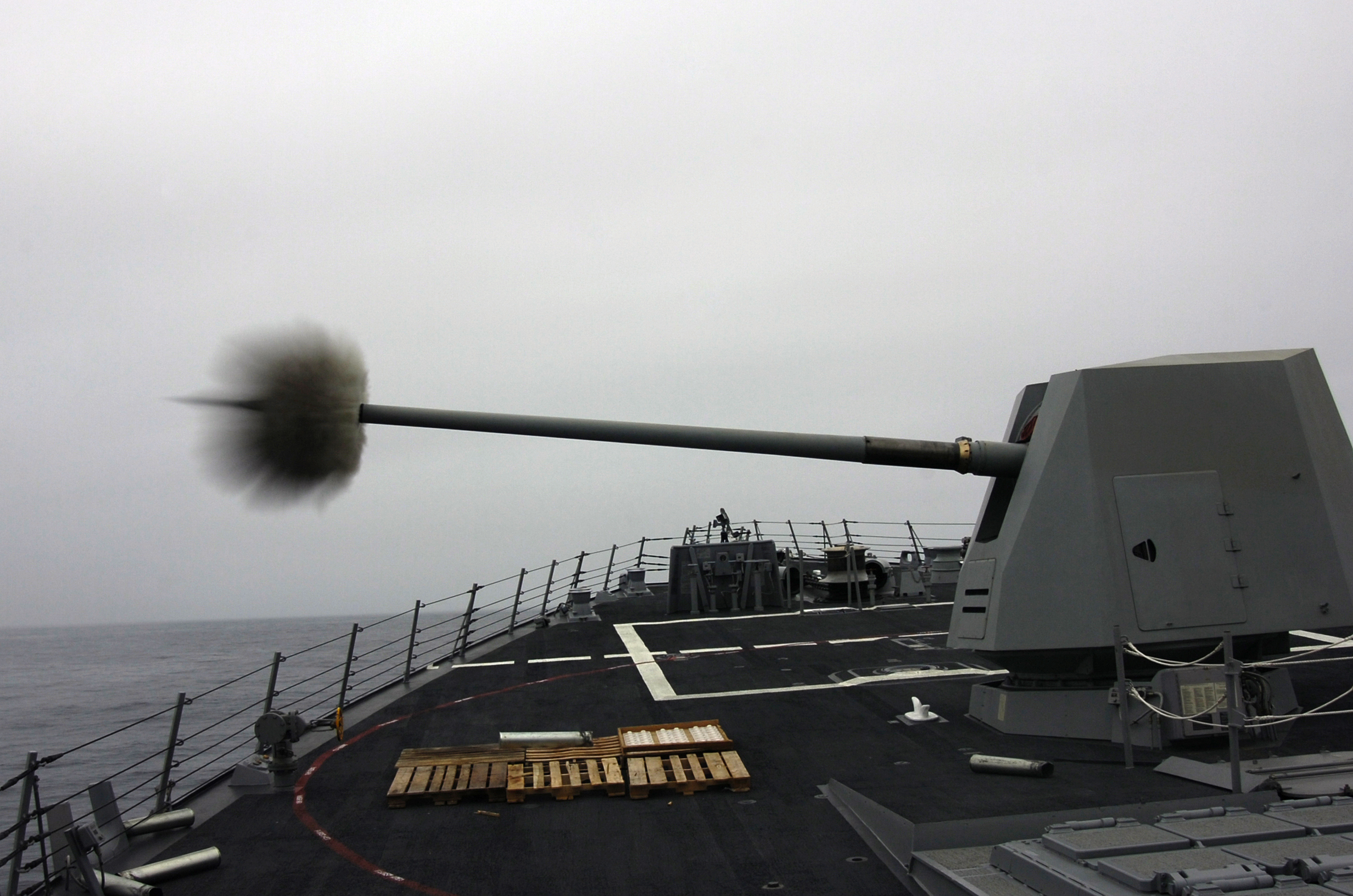
Артиллерийская установка Mark 45 Mod. 4